# Fantasma legale
Fantasma legale (Legal Rites) è un racconto fantastico di Isaac Asimov scritto in collaborazione con Frederik Pohl e pubblicato per la prima volta nel settembre 1950 dalla rivista Weird Tales. 

## Trama
Russell Harley, unico erede del vecchio zio Zebulon Harley, alla sua morte diviene proprietario di Harley Hall, una vecchia casa isolata nel Mid-West degli Stati Uniti in cui il vecchio viveva come un eremita. 
Pur soddisfatto del suo acquisto, ben presto egli scopre che la casa è infestata da un fantasma e fugge via spaventato.
In un bar, Harley viene avvicinato da un misterioso sconosciuto che si presenta solo come Nicholls che convince Harley a fargli installare uno strano armamentario magico nella casa e nei dintorni, nel tentativo di sottomettere il fantasma.
Con il suo aiuto, Russell Harley riesce finalmente a mandare via il fantasma.
Il fantasma allora visita un avvocato sostenendo di essere il fantasma di Henry (Hank) Jenkins che ha condiviso la casa con Sebulon Harley per più di 90 anni e ora sostiene i suoi diritti legittimo di occupante.
Nonostante i tentativi di mediazione, il caso arriva in tribunale.
L'avvocato di Harley contesta il diritto rivendicato dal fantasma e esige la prova giuridica che il fantasma sia effettivamente chi dice di essere. 
Sotto la pressione del giudice, Harley ammette che lui sapeva della presenza del fantasma e quindi è disposto a cancellare lo sfratto.
Al giudice non resta che decidere a favore del ricorrente.
Alla conclusione del caso, Nicholls commisera Harley e il suo avvocato. 
Egli fa notare che il precedente ora stabilito significa che i fantasmi nello Stato e negli interi Stati Uniti d'ora in avanti hanno diritti legali per infestare le case. 
Detto questo, scompare semplicemente: era lui stesso un fantasma.

## Storia editoriale
Isaac Asimov iniziò a scrivere Fantasma legale il 10 giugno 1941.
John W. Campbell si rifiutò di pubblicare il racconto nella rivista Astounding Science Fiction l'8 luglio 1941. 
A questo punto Asimov decise di mostrarlo al direttore di una rivista concorrente, Frederik Pohl, che dopo averlo modificato, lo pubblicò nel settembre 1950 su Weird Tales.